# Notre-Dame-de-Gravenchon
Notre-Dame-de-Gravenchon is een plaats en voormalige gemeente in het Franse departement Seine-Maritime in de regio Normandië en telt 8618 inwoners (1999). De plaats maakt deel uit van het arrondissement Le Havre.

## Geschiedenis
Notre-Dame-de-Gravenchon is op 1 januari 2016 gefuseerd met de gemeenten Auberville-la-Campagne, Touffreville-la-Cable en Triquerville tot de gemeente Port-Jérôme-sur-Seine. 

## Geografie
De oppervlakte van Notre-Dame-de-Gravenchon bedraagt 18,7 km², de bevolkingsdichtheid is 460,9 inwoners per km².
De onderstaande kaart toont de ligging van Notre-Dame-de-Gravenchon met de belangrijkste infrastructuur en aangrenzende gemeenten.

## Demografie
Onderstaande figuur toont het verloop van het inwonertal (bron: INSEE-tellingen).